# Халльберг-Бройх, Теодор фон
Теодор Губерт фон Халльберг-Бройх (нем. Theodor Hubert von Hallberg zu Broich, полное имя Карл Теодор Мария Губерт Исидор фон Халльберг цу Бройх нем. Karl Theodor Maria Hubert Isidor Freiherr von Hallberg zu Broich, известен также как «Гаутингский отшельник», нем. Eremit von Gauting; 1768—1862) — немецкий писатель и путешественник.
Служил в прусской армии, затем переселился в Баварию, где приобрёл поместье Гаутинг (псевдоним — «Гаутингский отшельник») и отсюда предпринимал дальние путешествия, большей частью пешком, между прочим, в Персию, где он был инструктором армии шаха. Все свои, частью весьма удивительные приключения он описывал весьма небрежным языком, попутно высказывая самые оригинальные взгляды на нравы и быт виденных стран и народов; таковы, например, «Reise durch Deutschland, Russland etc.» (1844).